# Гнатківська Дарія Омелянівна
Дарія Омелянівна Гнатківська (псевдо «Ода»; 22 жовтня 1912, с. Смодна, тепер Косівського району Івано-Франківської області — 24 лютого 1989, м. Йонкерс, США) — діячка УВО, ОУН. Зв'язкова Крайової Екзекутиви ОУН на західноукраїнських землях, членкиня жіночої бойово-розвідувальної групи ОУН під керівництвом Марії Кос (із Катериною Зарицькою, Вірою Свєнціцькою та Оленою Недзвєцькою).  

## Життєпис
Народилася 22 жовтня 1912 року в с. Смодна біля Косова на Гуцульщині.
Закінчила гімназію «Рідної школи» у Львові, навчалась у Львівській консерваторії. Учасниця Пласту, а в 1930 році вступила в ОУН. Зв'язкова Крайової Екзекутиви ОУН на західноукраїнських землях, членкиня жіночої бойово-розвідувальної групи ОУН під керівництвом Марії Кос протягом 1933–1934, разом із Катериною Зарицькою, Вірою Свєнціцькою та Оленою Недзвєцькою.
Заарештована польською поліцією 9 жовтня 1934 за підозрою у причетності до організації вбивства міністра внутрішніх справ Польщі Броніслава Перацького. Дарії Гнатківській та її чоловікові Миколі Лебедю було доручено вивчити звички генерала Перацького, скласти точний план його переміщення в районі його праці й проживання та розташування вулиць, провулків, дворів, під'їздів будинків того району. Вони досконало виконали своє завдання, що потім надзвичайно згодилося Григорієві Мацейку, полегшило йому виконання завдання та дозволило йому залишитися живим.
Засуджена на Варшавському процесі до 15 років ув'язнення. Вийшла на волю у вересні 1939.
У січні 1944 була заарештована гестапо та перевезена до концтабору Равенсбрюк.
Після війни проживала в Німеччині, а згодом емігрувала з чоловіком до США.
Авторув спогадів «Бачу як сьогодні», «Катруся Зарицька».
Похована на цвинтарі містечка Саут-Баунд-Брук.

## Родина
Двоюрідна тітка Михайла Миколайовича, Богдана Миколайовича та Миколи Миколайовича Горинів (дружина їхнього двоюрідного дядька Миколи Кириловича Лебедя — двоюрідного брата їхньої матері Стефанії Данилівни Горинь (до шлюбу Грек)).